# Pietrarii de Sus, Vâlcea
Pietrarii de Sus este un sat în comuna Pietrari din județul Vâlcea, Oltenia, România.
Satul se află în Subcarpații Getici, pe Otăsău. Este un punct de plecare spre Munții Căpățânii și Parcul Național Buila-Vânturarița. Din satul Pietrarii de Sus se poate ajunge pe un drum asfaltat la DN 67 prin cătunul Vârtoapa.
Este împărțit în cătunele Glod, Spinete, Cornet, Valea Școlii, Cuculici, Linia Nouă și Vârtoapa. Satul are o altitudine de 540 m în punctul numit „Sub Față”.
În sat sunt amplasate izvoare cu ape sărate. Fauna este formată din animale montane: căprioară, mistreț, iepure, lup. Arboretul este compus din fag, plop, molid, stejar, brad etc.